# Honda CB 550 Four
Die CB 550 Four ist ein Mittelklasse-Motorrad der Honda Motor Co., Ltd. Sie war das Nachfolgemodell der populären Honda CB 500 Four und wurde in zwei Varianten angeboten, als Honda CB 550 F four-in-one (product code 390) von 1975 bis 1978 mit 4-in-1-Auspuffanlage und als Honda CB 550 K3 (product code 374) von 1977 bis 1979 mit 4-in-4-Auspuffanlage.
Im Design ähnlich der CB 750 Four K7, vermittelte die CB 550 F durch ihr Gewicht von fahrbereit nur 206 kg bzw. 212 kg ein besseres Fahrverhalten als das große Modell. Der Leistungsunterschied von etwa 15 PS zur rund 250 kg schweren CB 750 F fällt etwa auf kurvigen Landstraßen kaum ins Gewicht. Die von 1975 bis 1978 gebaute und gegenüber der ursprünglichen CB 500 F etwas moderner gestaltete CB 550 Four-in-one (F1/F2) mit 4-in-1-Anlage hatte auf dem Tank die Zusatzbezeichnung Super Sport. Da die 4-in-1-Version von den Kunden nicht so gut angenommen wurde, kam ab 1977 die Variante (K3) mit der 4-in-4-Auspuffanlage auf den Markt, um an die alte und weiter nachgefragte Form der CB 500 F anzuknüpfen. Sie wurde wesentlich häufiger verkauft und bis 1979 gefertigt.

## Technik
Der Motor ist ein fahrtwindgekühlter, quer zur Fahrtrichtung eingebauter Vierzylinder-Viertakt-Ottomotor mit obenliegender Nockenwelle. Sie betätigt zwei Ventile pro Zylinder über Kipphebel. Der Hubraum beträgt  544 cm³, resultierend aus einer Bohrung von  58,5 mm, und einem Hub von 50,6 mm. Der Motor verdichtet 9 : 1. Die Nennleistung von 37 kW (50 PS) wird bei 8.500 min−1erreicht.
Das höchste Drehmoment von 43,1 N·m liegt bei 7.500 min−1 an. Der Verbrauch (Normalbenzin) liegt bei etwa 5,5 l/100 km. Vier Keihin-Kolbenschieber-Vergaser mit einem Durchlass von 22 mm versorgen die Zylinder mit dem Benzin-Luft-Gemisch. Eine Besonderheit ist der geteilte Primärtrieb. Eine Mehrfach-Zahnkette überträgt die Kraft von der Kurbelwelle erst auf eine Nebenwelle. Von dort wird sie über Zahnräder zur Kupplung und Getriebehauptwelle geleitet. Die Abgase entweichen durch eine 4-in-1 Auspuffanlage bei den Modellen F1/F2 oder eine 4-in-4-Auspuffanlage beim Modell K3. Wahlweise Kickstarter oder elektrischer Anlasser bringen den Motor zum Laufen. Das Getriebe hat 5 Gänge.

## Bremsen
Das Vorderrad hat eine hydraulisch betätigte Scheibenbremse ∅ 277 mm mit Einkolbenschwenksattel, am Hinterrad ist es eine mechanisch betätigte Trommelbremse ∅ 180 mm.

## Fahrwerk
Motor und Getriebe sitzen in einem Doppelschleifen-Stahlrohrrahmen. Das Vorderrad wird an einer Teleskopgabel geführt, das Hinterrad an einer Schwinge mit Federbeinen.

## Weitere Daten
Die Reifengröße für vorne ist 3.25 S-19, für hinten 3.75 S-18. Der Tank fasst 16 l, davon 5 l Reserve. Die theoretisch maximale Reichweite liegt damit bei ca. 280 km. Das Gewicht vollgetankt ist etwa 225 kg, die Zuladung etwa 140 kg.

## Änderungen gegenüber dem Vorgänger CB 500 Four
Die Leistung lag mit 50 PS etwas höher als beim Vorgängermodell CB 500 Four (48 PS), außerdem hat die 550 Four mehr Drehmoment bei mittlerer Drehzahl. Dies wurde durch einen größeren Hubraum mit einer Bohrung von 58,5 gegenüber 56 mm erzielt, Kurbeltrieb und Hub blieben unverändert.
Filterung und Rückführung der Kurbelgehäusegase verminderten die Emissionen des Motors, eine zusätzliche kleine Ölpumpe verbesserte die Schmierung der Getriebehauptwelle. Weiterhin wurde die Kupplung neu konstruiert, um vorher gelegentlich auftretendes Durchrutschen abzustellen. Änderungen an der Getriebeschaltung verbesserten die Schaltbarkeit, eine einfacher und wirksamer konstruierte Telegabel den Fahrkomfort. Ferner wurde die Übersetzung von 37 auf 34 Zähne am hinteren Kettenrad verkürzt.

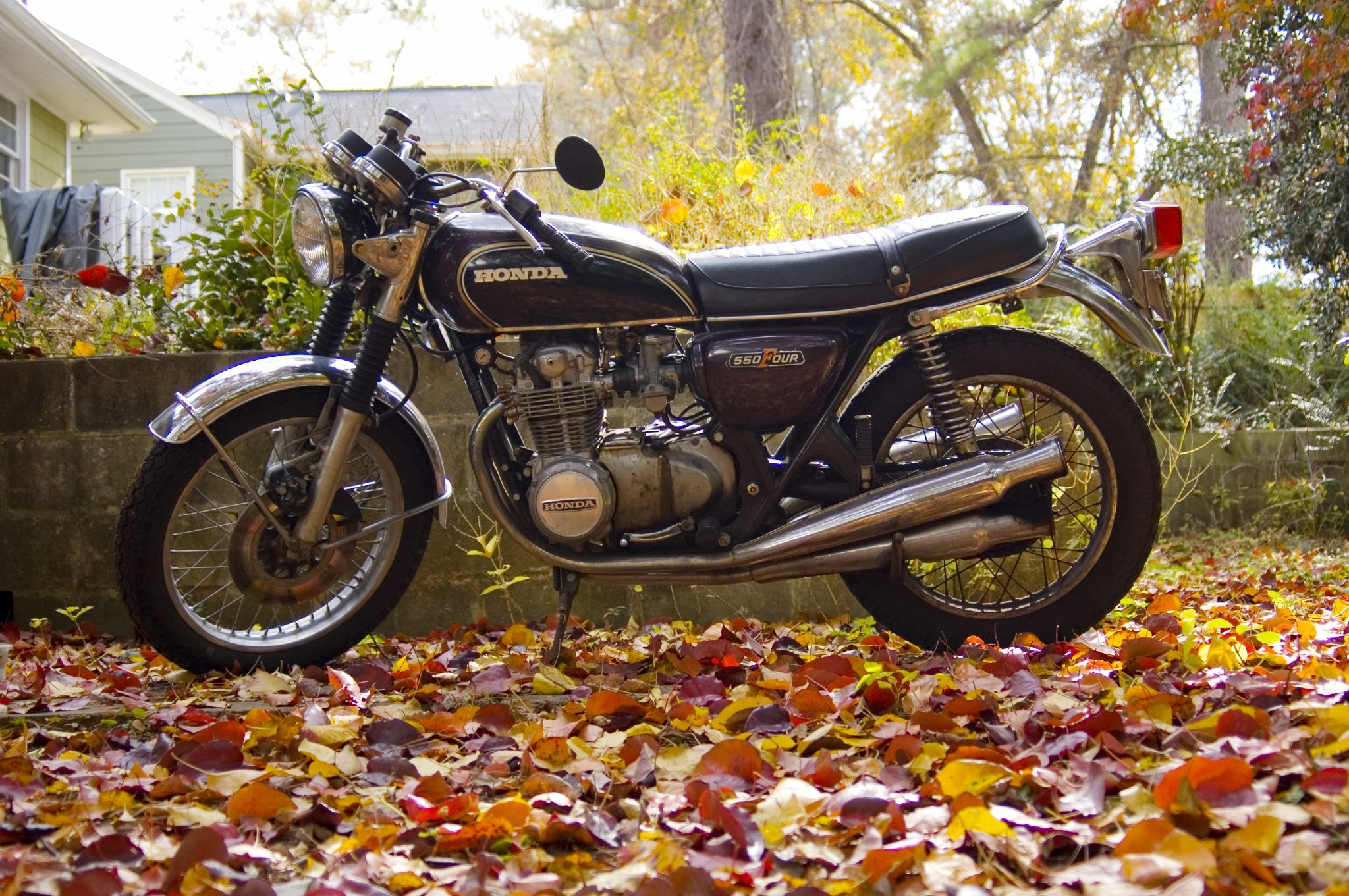
Honda CB550Four Die 4 in 4 Auspuffanlage ist gut zu erkennen

## Unterschiede zwischen Honda CB 550 F und CB 550 K3
Auch wenn, abgesehen von der Auspuffanlage, die beiden Maschinen sehr ähnlich aussehen und die Motoren baugleich sind, gibt es Detailunterschiede. Von der Technik her wurden für die CB 550 K3 im Wesentlichen die Bauteile der CB 500 F übernommen. Die Vergaserbatterie wurde aber geändert. Die CB 550 F unterscheidet sich zum Beispiel durch einen geänderten Rahmen mit der Fußrasten- und Seitenständeraufnahme und eine geänderte Hinterradschwinge mit Hinterachse und Kettenspanner von dem 4-in-4-Schwestermodell.

## Schwachstellen
Ein Problem der Baureihe waren anfangs die Getrieberäder des 2. und 3. Ganges. Honda bot daraufhin Zahnräder mit verstärkten Klauen an, die häufig umgerüstet wurden.

## Nachfolger
Letzte Versionen mit einem aufgebohrten Triebwerk (627 cm³) der CB 500 Four waren die Honda CB 650 (product code 426) von 1978–1979 mit 63 oder 50 PS sowie das von 1981–1982 gefertigte Modell CB 650 SC (product code 460) mit 63 PS.